# Renzo Piano
Renzo Piano [rènco pjáno], italijanski arhitekt in inženir, * 14. september 1937, Genova, Italija.
Piano je eden najvidnejših sodobnih arhitektov. Med najpomembnejšimi zgradbami, ki jih je načrtoval, so Center Georges Pompidou v Parizu (skupaj z Richardom Rogersom, 1977), The Shard v Londonu (2012), Muzej ameriške umetnosti Whitney v New Yorku (2015) in Kulturni center fundacije Stavros Niarchos v Atenah (2016). Leta 1998 je dobil Pritzkerkerjevo nagrado za arhitekturo.
Piano je načrtoval tudi nov genovski most, zgrajen leta 2020, ki je nadomestil porušen viadukt Morandi.

## Življenje in delo
Rodil se je v družini gradbenikov in šolal na Politehniški univerzi v Milanu, kjer je diplomiral leta 1964. Kariero je začel kot sodelavec v arhitekturnih birojih več znamenitih arhitektov, najprej pri Louisu Kahnu v Filadelfiji (1965–1970) in nato pri Z.S. Makowskyju v Londonu. Leta 1971 je z Richardom Rogersom ustanovil biro Piano & Rogers in v sodelovanju s še enim arhitektom, Gianfrancom Franchinijem, ustvaril znameniti Pompidoujev center v Parizu.
Nato je med 1977 in 1981 sodeloval z inženirjem Petrom Riceom (L'Atelier Piano and Rice), leta 1981 pa je ustanovil Renzo Piano Building Workshop, ki ima zdaj okrog 150 zaposlenih in pisarne v Parizu, Genovi ter New Yorku. Oblikoval je vrsto muzejskih in drugih kulturnih zgradb v Evropi in Združenih državah Amerike, pri čemer kritiki njegove stvaritve opisujejo kot lahke, elegantne in odprte.
Med odmevnejšimi zgrajenimi stvaritvami v zadnjih desetletjih so muzej znanosti NEMO v Amsterdamu in poslopje Kalifornijske akademije znanosti v San Franciscu ter megaprojekti, kot sta 1,7 kilometra dolg glavni terminal Mednarodnega letališča Kansai in nebotičnik Črepinja, ob dokončanju leta 2012 najvišja stavba v Evropski uniji. Nekateri drugi projekti so kontroverzni, predvsem nova mestna vrata Valette na Malti, zaradi katerih mestu grozi izguba statusa Unescove svetovne dediščine.  Januarja 2019 je v Genovi predstavil načrt za nov viadukt Morandi, ki bo nadomestil prejšnjega, ki se je 14. avgusta 2018 med nevihto delno zrušil. Nov most je bil odprt 3. avgusta 2020. 

## Priznanja
Za svoje delo je prejel številne nagrade, med njimi tudi Pritzkerjevo nagrado, najpomembnejše priznanje v arhitekturi. Žirija ga je v svoji utemeljitvi primerjala z Leonardom da Vincijem in Michelangelom.
Med drugimi priznanji sta Erazmova nagrada za dosežke v humanizmu istoimenskega sklada iz Nizozemske in položaj dosmrtnega senatorja Italijanske republike.